# Пфиффер, Альфонс фон Альтисгофен
Альфонс Максимилиан Пфиффер фон Альтишофен (нем. Alphons Maximilian Pfyffer von Altishofen; 12 октября 1834, Альтисхофен, кантон Люцерн — 12 января 1890, Люцерн) — швейцарский военачальник, архитектор, отельер, начальник Генерального штаба.

## Биография

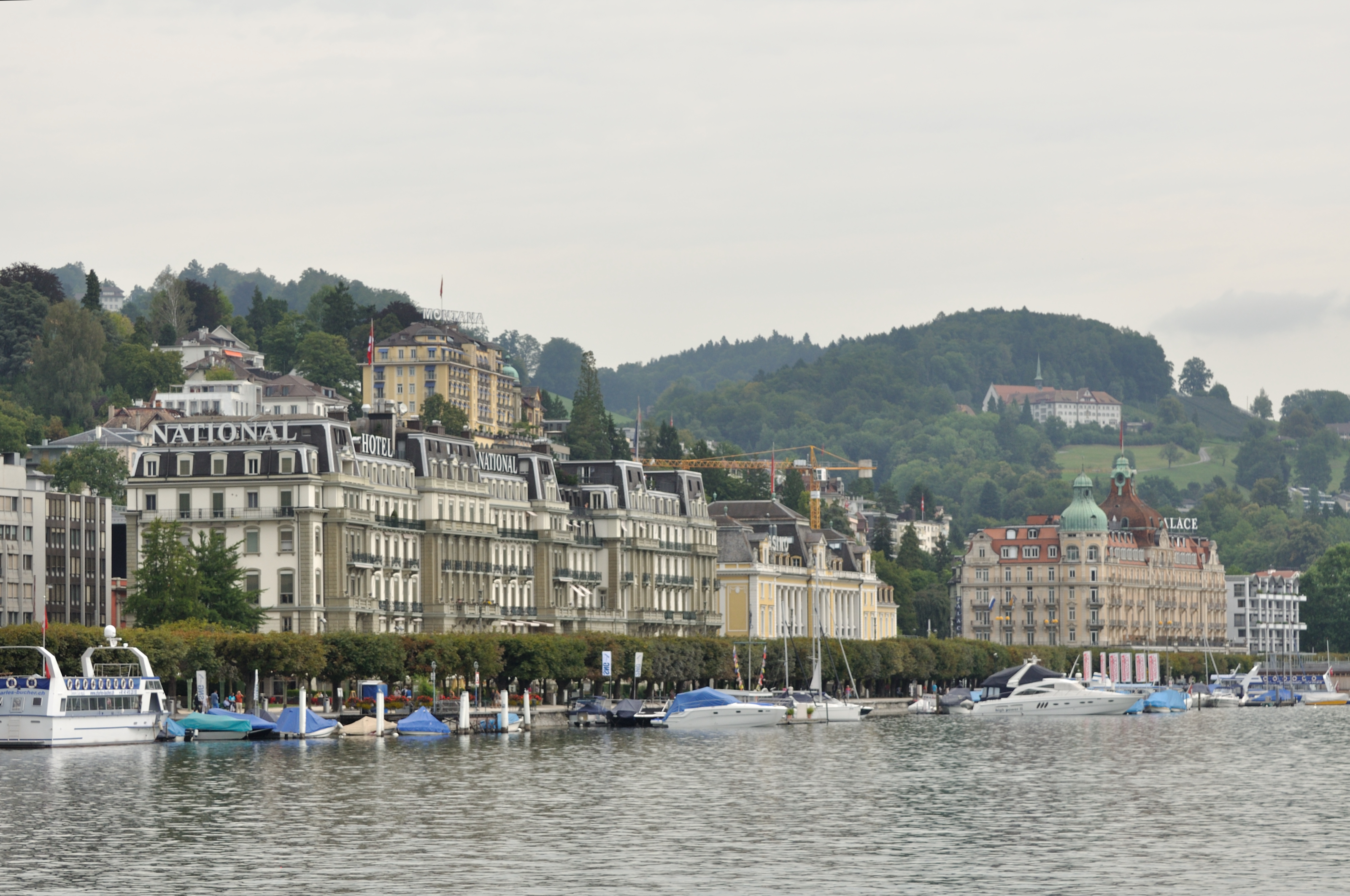
Гранд-отель в Люцерне

Представитель дворянского рода Пфиффер. Потомок Людвига Пфиффера, известного, как «швейцарский король».
Изучал архитектуру в Мюнхенском университете.
Служил неаполитанскому королю, отличился в войне против Гарибальди и пьемонтцев; при капитуляции Гаэты находился в числе 20 человек, сопровождавших королевскую чету, в то время, как весь остальной гарнизон был объявлен военнопленным. После падения Бурбонов поступил на швейцарскую военную службу.
В 1875 году был назначен начальником пехоты Швейцарии, а в 1882 г. — начальником союзного бюро генерального штаба Швейцарии; в последней должности много способствовал развитию швейцарского военного устройства. Способствовал обучению генерального штаба, подготовил мобилизацию и организацию территориальной службы, инициировал создание самокатных войсковых частей и оптической сигнализации.
Под его руководством были составлены планы национальных укреплений, которые, однако, были осуществлены лишь частично. Его проект крепости Готард, строительство которой началось в 1886 году, сделало его одним из основоположников концепции редута.
В 1864 году построил отель «Люцернерхоф». В 1870 году построил Grand Hotel National в Люцерне, которым владел его тесть. Его сын Ханс Пфиффер взял на себя управление отелем в 1890 году.

## Награды
- орден Святого Фердинанда и Заслуг
- орден Франциска I